# گنجشک صحرایی
گنجشک صحرایی (نام علمی: Spizella pusilla) یک گنجشک کوچک از خانواده گنجشکان جهان جدید است. حدود ۱۴۰ میلیمتر (۶ اینچ) طول و وزن حدود ۱۲٫۵ گرم (۰٫۴ اونس) دارد. سر خاکستری با تاجی به رنگ زنگ‌زده، حلقه چشمی سفید و نوک صورتی است. روتنه قهوه‌ای رگه‌دار با سیاه و نخودی، سینه نخودی، شکم سفید و دم دوشاخه است. دو ریخت متفاوت وجود دارد، یکی خاکستری‌تر و دیگری حنایی‌تر.
زیستگاه زادوولد آن‌ها، زمینه‌های درختچه‌ای و بوته‌ای در سراسر شرق آمریکای شمالی است. آشیانه یک فنجان باز روی زمین و زیر یک توده علف یا در یک توده درختی کوچک است.
این پرندگان ساکنان همیشگی مناطق جنوبی محدوده خود هستند. پرندگان شمالی به جنوب ایالات متحده و مکزیک مهاجرت می‌کنند.